# Giardino dei Semplici

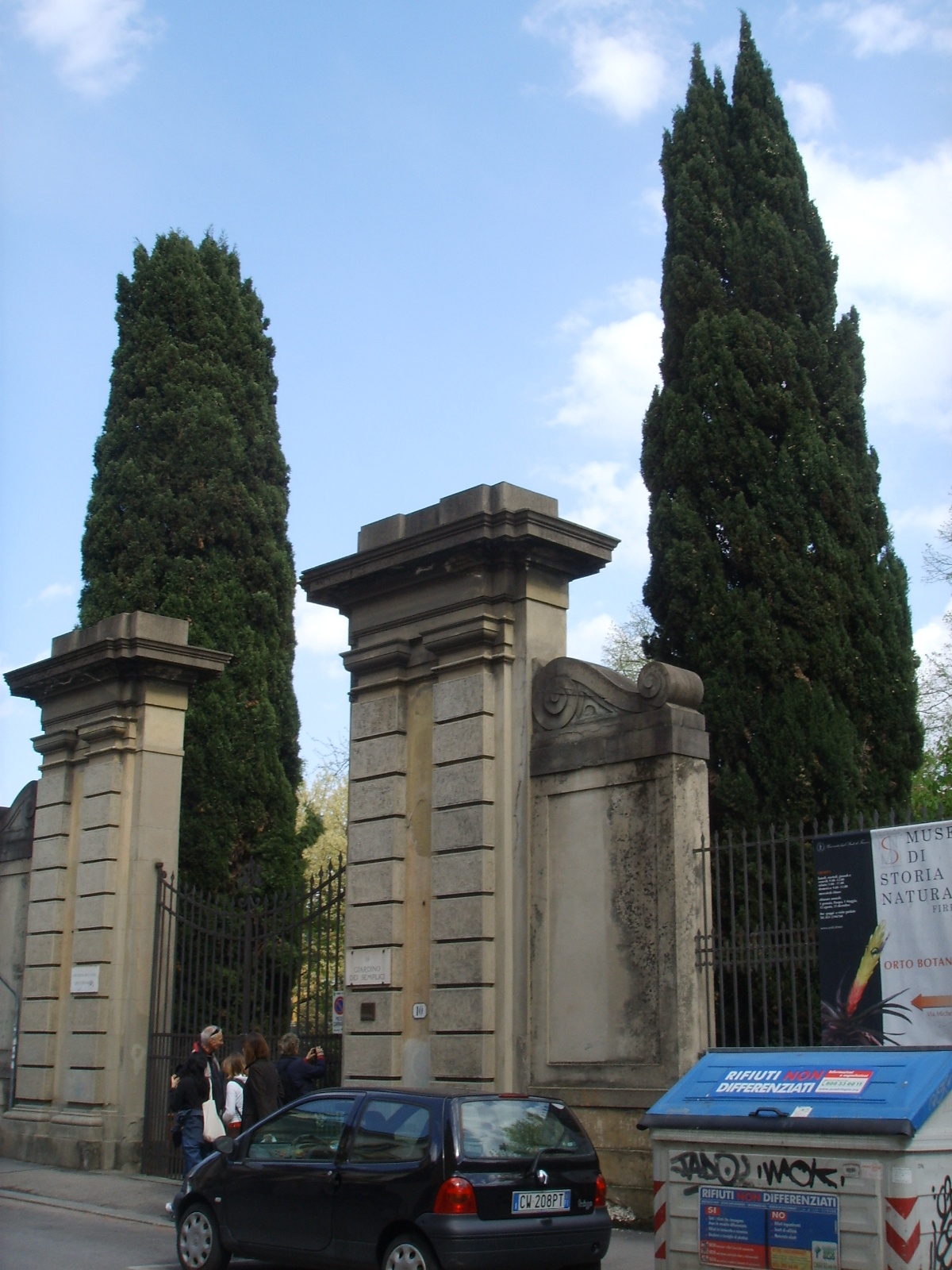

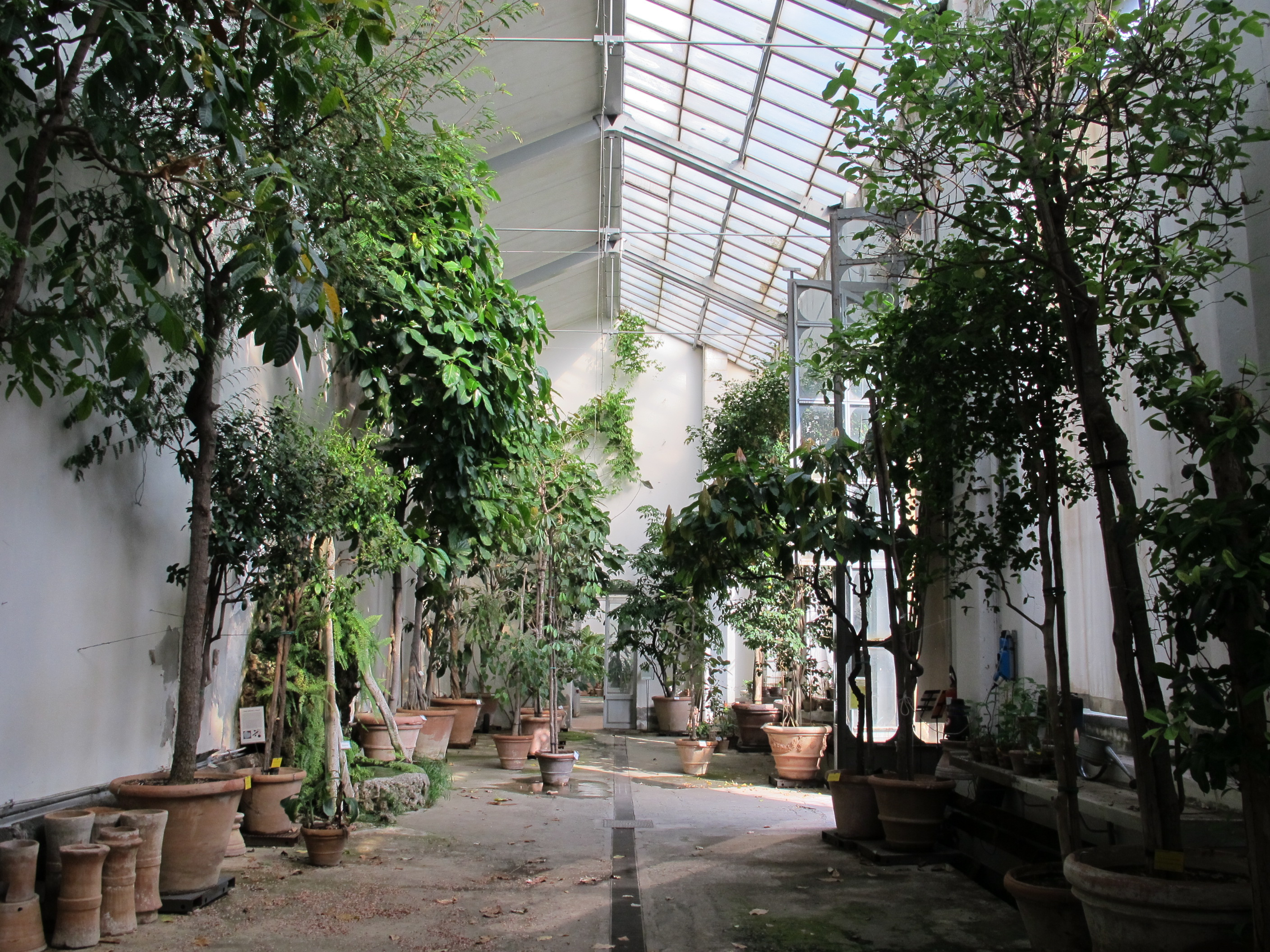
Un dels hivernacles

El Jardí dels simples de Florència, en italià: Giardino dei Semplici di Firenze és una secció del Museu d'història natural de la Università degli Studi di Firenze.
Es troba a la Via Micheli 3, 50121, Firenze

## Història

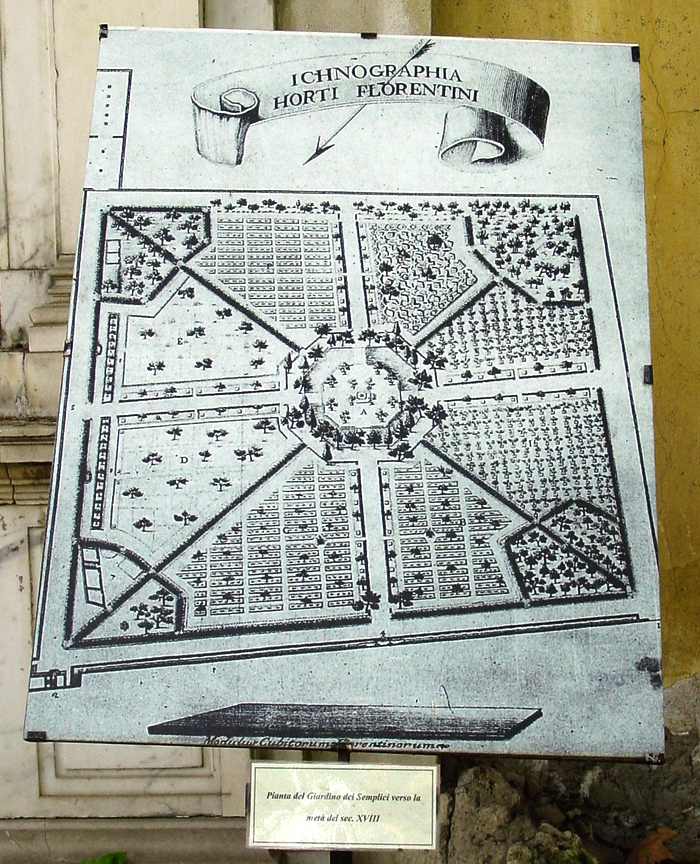
Antiga planimetria del jardí

Fins a l'Edat Mitjana els simples ("semplici") plantes medicinals es conreaven en diversos horts de la ciutat. La paraula "simples" deriva del llatí medieval medicamentum o medicina simplex usada per definir les herbes medicinals. El primer jardí botànic del món occidental va estar a Salern, a cura del metge Matteo Silvatico entre el segle xii i el XIV. De Matteo Silvatico és el Liber cibalis et medicinalis Pandectarum, recull d'informació dels simples.
Cosimo I de' Medici va fundar el 1545 a Florència un jardí acadèmic per als estudiants de la facultat de medicina.
Va ser dissenyat per Niccolò Tribolo i les plantes van ser escollides per Luca Ghini.
Va ser el botànic Pier Antonio Micheli qui va fer d'aquest jardí un lloc d'estudi i de recerca botànica de nivell internacional.
Aquest jardí va resultar greument danyat per la tempesta de 19 de setembre de 2014: s'estima que el 90% del seu patrimoni arbori es va perdre i també gran part de les estructures dels hivernacles.

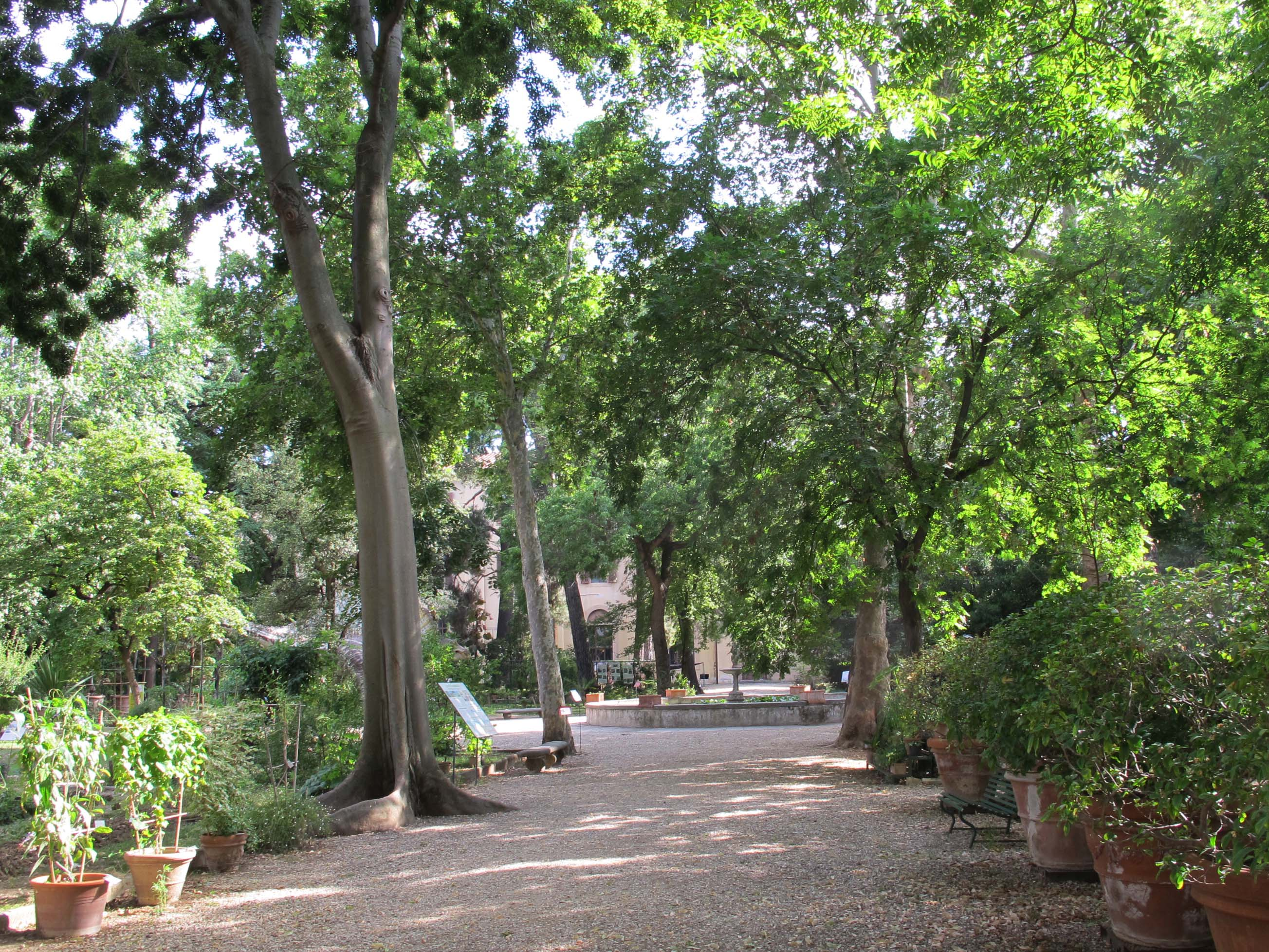
Vista panoràmica

Té una superfície de 2,3 hectàrees de les quals 1.694 m² són ocupades per hivernacles.

## Espècies presents
Té prop de 9.000 exemplars de plantes.
S'han de destacar un Taxodium distichum i una Metasequoia glyptostroboides. Una surera, Quercus suber, plantada el 1805 i un teix, plantat el 1720 per Pier Antonio Micheli. També hi ha una Zelkova serrata centenària.
Als hivernacles hi ha plantes exòtiques com la del cafè Coffea arabica, Ravenala madagascariensis, l’Amorphophallus titanum, el bananer Musa × paradisiaca,etc i la col·lecció d'orquídies, plantes carnívores, cactàcies, cicades, cítrics i d'altres.
Llista parcial d'espècies presents
| - Acer negundo - Aesculus hippocastanum - Alnus cordata - Amorphophallus titanum - Araucaria imbricata - Arbutus × andrachinoides - Archontophoenix cunninghamii - Calocedrus decurrens - Cedrus atlantica - Cedrus deodara - Cedrus libani - Celtis occidentalis - Ceratozamia mexicana - Cupressus funebris - Cupressus goveniana - Cupressus sempervirens - Cupressus torulosa - Cycas revoluta - Cydonia oblonga - Digitalis lanata - Digitalis purpurea - Dionaea muscipula - Dioon edule - Dioon purpusii - Diospyros lotus | - Encephalartos caffer - Encephalartos ferox - Encephalartos horridus - Encephalartos munchii - Encephalartos natalensis - Encephalartos trispinosus - Erithea armata - Fagus sylvatica - Fagus sylvatica pendula - Fraxinus excelsior - Gingko biloba - Juglans nigra - Lagerstroemia indica - Liriodendron tulipifera - Magnolia grandiflora - Melissa officinalis - Metasequoia glyptostroboides - Ostrya carpinifolia - Pinus halepensis sbsp brutia - Pinus nigra sbsp laricio - Pinus wallichiana - Pistacia chinensis - Pistacia terebinthus - Platanus spp. | - Pterocarya stenoptera - Quercus cerris - Quercus ilex - Quercus lusitanica - Quercus macrolepsis - Quercus robur - Quercus suber - Sequoia sempervirens - Sophora japonica - Taxodium distichum - Taxodium mucronatum - Taxus baccata ♂ - Taxus baccata hiberica ♀ - Tilia platiphyllos - Torreya californica - Torreya nucifera - Torreya nucifera - Trachycarpus fortunei - Washingtonia filifera - Yucca australis - Zelkova carpinifolia - Zelkova crenata - Zelkova serrata |

## Bibliografia

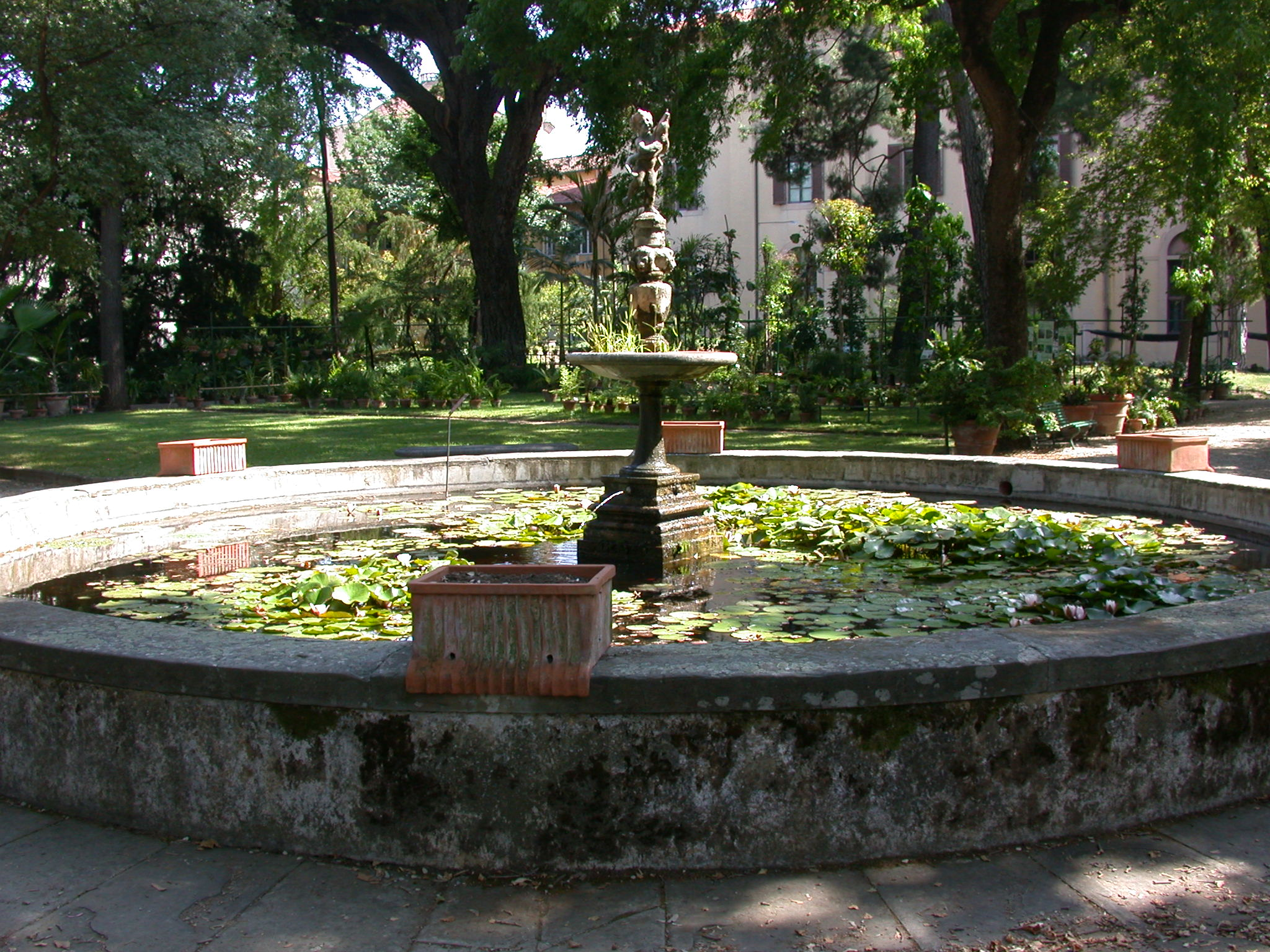
La fontana